# Кауфман, Эндрю
Эндрю Джон Кауфман II (англ. Andrew John Kauffman; 27 ноября 1920, Филадельфия — 24 декабря 2002, Вашингтон) — американский альпинист, первый восходитель на Хидден-Пик (8080 м) — одиннадцатый по высоте восьмитысячник мира (1958). Член Американского альпклуба (AAC) с 1941 года (в 1983—1986 годах входил в совет директоров, а в 1988 году занимал должность вице-президента), Аппалачского альпклуба, почётный член Потомак-Аппалачского клуба путешественников, Гималайского клуба (Индия), а также Французского альпклуба. Лауреат премии Анджело Хейлприна — основателя AAC (1988).

## Краткая биография
Родился в Филадельфии в семье Реджинальда Райта Кауфмана — писателя, журналиста, — сына финансиста Эндрю Джона Кауфмана I (директора Central National Bank), и его супруги Рут (в девичестве Хеммит). Родители были успешными корреспондентами ведущих американских изданий как в стране, так и за рубежом. Отец работал, в частности, на The North American и The Saturday Evening Post, продолжительное время семья провела в Швейцарии (Женеве), где Кауфман-старший стал основателем бюро New York Herald Tribune, а Кауфман-младший за время учёбы в местной школе в совершенстве выучил французский язык. Позже семья переехала в Вашингтон, где отец работал редактором The Washington Post. Эндрю учился в школе Святого Павла в Конкорде, Нью-Хэмпшир, а в 1943 году закончил Гарвард.
Сразу после окончания вуза более 20 лет работал в Госдепартаменте США на различных должностях, занимаясь, преимущественно, анализом внутренней политики Франции по широкому спектру вопросов, а также готовил аналитику по Турции, Индии, Гондурасу и американо-советским отношениям. Три года проработал в консульстве США в Калькутте. После выхода в отставку входил в совет директоров «Video Communications», Спрингфилд. Вместе с Уильямом Путнемом является соавтором книг «K2: The 1939 Tragedy» (с англ. — «К2: Трагедия 1939 года») и «The Guiding Spirit» (досл. с англ. — «Душевный порыв»). Умер от болезни Паркинсона 24 декабря 2002 года в доме престарелых Villa Rosa в Митчелвилле. Поминальная служба состоялась 11 января 2003 года в Свято-Николаевском соборе (Вашингтон).
Эндрю был дважды женат. С первой супругой — Элизабет «Бетти» Конент, он прожил 16 лет (1943—1959). Второй раз Кауфман женился на Дафни Иннис в 1977 году. Детей в браках не было.

## Альпинистская карьера
Альпинизм был увлечением Эндрю. Во время учёбы в Гарвардском университете он возглавлял его альпклуб. Из его наиболее значительных достижений выделяют второе восхождение на вершину Святого Ильи на Аляске (1946), а также ряд первовосхождений в Скалистых горах и Андах, среди которых первое на вершину Serra IV в Береговом хребте (1954) вместе с Девидом Соулсом, а также на Пукайру Северную (англ. North Pucahira) годом позже. Апогеем его альпинистской карьеры стало первое восхождение на одиннадцатый по высоте восьмитысячник мира Гашербрум I (Хидден-Пик) (руководитель экспедиции Николас Клинч).

### Гашербрум I
К 1958 году на планете оставались только три непокорённых восьмитысячника: Гашербрум I, Шишабангма и Дхаулагири. После восхождения итальянцев на К2 в 1954 году, вершину, которую американцы штурмовали с 1938 года и считали «своей», у них ещё оставался шанс оставить «свой след» в истории покорения высочайших гор Земли. В 1958 году они получили разрешение Пакистанских властей на восхождение на Хидден-Пик (Гашербрум I). Экспедицию, организованную Американским альпклубом, возглавил Николас Клинч, а в её состав, помимо Кауфмана, вошли Ричард Ирвин, Томас Маккормек, Томас Невисон, Пит Шёнинг, Гилберт Робертс, Роберт Свифт и Таз Ривзи.
4 июня экспедиция начала работу на горе. Как оптимальный был выбран маршрут по юго-восточному ребру, исследованному в 1934 году экспедицией Гюнтера Диренфурта, на котором в течение месяца американцы организовали пять высотных лагерей. К 28 июня на высоте 6700 был разбит и полностью укомплектован лагерь III, 29 числа лагерь IV, а 4 июля на высоте 7100 м (вместо планировавшихся 7500 м) последний лагерь V. К этому времени «сошли с дистанции» все высотные носильщики, а также трое участников основной группы — Маккормак, Ирвин и Робертс. Обессиленные после продолжительного пребывания в лагере IV из-за непогоды после достижения Лагеря V ушли вниз Клинч, Свифт и Невисон. По словам Диренфурта: «На их (Шёнинга и Кауфмана) плечи легла теперь вся ответственность за успех экспедиции».
Ночь на 5 июля альпинисты проспали с использованием кислорода, суточный запас которого был «штатным» в каждом из высотных лагерей. В пять утра Кауфман и Шёнинг, имея при себе только по два кислородных баллона, вышли на штурм вершины, от которой их отделяло почти 1000 метров по высоте и не менее 4000 метров по горизонтали. Поскольку путь технически был не сложен, но пролегал по крайне заснеженному рельефу, в качестве снегоступов они использовали листы фанеры от ящиков с продуктами, пропиленные под кошки. Через 10 часов после выхода (в 15.00 местного времени) Шёнинг и Кауфман достигли вершины, а ещё спустя шесть часов смогли благополучно спуститься вниз.